# Tina Fey
Elisabeth Stamatina „Tina“ Fey (* 18. května 1970, Upper Darby, Pensylvánie, USA) je americká herečka, scenáristka a režisérka. Získala sedm cen Emmy, dva Zlaté glóby a jiné ceny.

## Životopis
Narodila se nedaleko od Filadelfie v rodině Řekyně a Němce.
Navštěvovala Cardingtonskou základní školu. Již na střední škole se zajímala o herectví, dokonce v osmé třídě vytvořila nezávislé školní divadelní představení. V roce 1988 se zapsala na Virginskou univerzitu, kde vystudovala herectví, promovala zde v roce 1992.
V současnosti je známa díky televiznímu seriálu Studio 30 Rock, který je aktuálně vysílán na Prima Cool. Pro svoji fyzickou podobu někdy zaměňována s neúspěšnou kandidátkou na viceprezidenta USA Sarah Palinovou.

## Filmografie

### Film
| Rok  | Název                                                | Role                       | Poznámky         |
| ---- | ---------------------------------------------------- | -------------------------- | ---------------- |
| 2002 | Martin & Orloff                                      | jižanka                    |                  |
| 2004 | Protivný sprostý holky                               | slečna Norburyová          | také scenáristka |
| 2006 | Pivní liga                                           | recepční                   |                  |
| 2006 | Man of the Year                                      | samu sebe                  |                  |
| 2007 | Aqua Teen Hunger Force Colon Movie Film for Theaters | Giant Burrito (hlas)       |                  |
| 2008 | Baby Máma                                            | Kate Holbrook              |                  |
| 2008 | Ponyo                                                | Lisa                       | anglický dabing  |
| 2009 | Umění lhát                                           | Shelley                    |                  |
| 2010 | Noční rande                                          | Claire Foster              |                  |
| 2010 | Megamysl                                             | Roxanne Ritchi (hlas)      |                  |
| 2013 | Admission                                            | Portia Nathan              |                  |
| 2013 | Zprávař 2 – Legenda pokračuje                        | moderátorka televizní show |                  |
| 2014 | A zase ti Mupeti!                                    | Nadya                      |                  |
| 2014 | Co by kdyby                                          | Wendy Altman               |                  |
| 2015 | Království opic                                      | vypravěč (hlas)            | dokument         |
| 2015 | Ségry                                                | Kate Ellis                 | také producentka |
| 2016 | Americká reportérka                                  | Kim Baker                  | také producentka |
| 2019 | V kraji vína                                         | Tammy                      |                  |
| 2020 | Duše                                                 | 22 (hlas)                  | také scenáristka |

### Televize
| Rok       | Název                                             | Role                  | Poznámky                                                     |
| --------- | ------------------------------------------------- | --------------------- | ------------------------------------------------------------ |
| 1997–2006 | Saturday Night Live                               | Various characters    | 130 dílů, také scenáristka                                   |
| 1999      | Upright Citizens Brigade                          | Kerri Downey          | díl: „Mogomra vs. the Fart Monster“                          |
| 1999      | Saturday Night Live                               |                       | televizní speciál                                            |
| 2002      | The Colin Quinn Show                              |                       | scenáristka                                                  |
| 2002      | NBC 75th Anniversary Special                      |                       | televizní speciál                                            |
| 2004      | Soundtracks Live                                  | Grandma Helen         | televizní film                                               |
| 2006–2013 | Studio 30 Rock                                    | Liz Lemon             | 138 dílů, také tvůrkyně a výkonná producentka                |
| 2007      | Sezame, otevři se                                 | Bookaneer Captain     | díl: „The Bookaneers“                                        |
| 2008–2018 | Saturday Night Live                               | Samu sebe/moderátka   | 6 dílů                                                       |
| 2008–2016 | Saturday Night Live                               | Sarah Palin           | 7 dílů                                                       |
| 2009      | Spongebob v kalhotách                             | Samu sebe (hlas)      | díl: „SpongeBob's Truth or Square“                           |
| 2009      | Phineas a Ferb                                    | Annabelle (hlas)      | díl: „Run Candace, Run“                                      |
| 2012      | iCarly                                            | Samu sebe             | díl: „iShock America“                                        |
| 2013      | Zlatý glóbus                                      | Samu sebe/moderátorka | televizní speciál                                            |
| 2013      | Simpsonovi                                        | paní Cantwell (hlas)  | díl: „Pěst na oko“                                           |
| 2013      | The Awesomes                                      | advokátka (hlas)      | díl: „Pilot, Part 2“                                         |
| 2014      | Zlatý glóbus                                      | Samu sebe/moderátka   | televizní speciál                                            |
| 2014      | Cabot College                                     |                       | tvůrce, výkonná producentka                                  |
| 2015      | Zlatý glóbus                                      | Samu sebe/moderátka   | televizní speciál                                            |
| 2015      | Family Fortune                                    |                       | výkonná producentka                                          |
| 2015–2019 | Nezdolná Kimmy Schmidt                            | Marcia Andrea Bayden  | 7 dílů, také spolu tvůrce, scenáristka a výkonná producentka |
| 2015      | Amyino plodné lůno                                | Samu sebe             | díl: „Last Fuckable Day“                                     |
| 2015      | Saturday Night Live 40. ročník                    | Samu sebe             | speciál                                                      |
| 2016      | Maya & Marty                                      | různé role            | díl: „Steve Martin & Tina Fey“                               |
| 2016      | Difficult People                                  | Samu sebe             | díl: „Unplugged“                                             |
| 2016      | The Kicker                                        |                       | výkonná producentka                                          |
| 2017      | The Carol Burnett 50th Anniversary Special        | Samu sebe             | TV speciál                                                   |
| 2017–2018 | Skvělé zprávy                                     | Diana St. Tropez      | 5 dílů, také výkonná producentka a scenáristka               |
| 2018      | My Next Guest Needs No Introduction               | Samu sebe             | díl: „It's Just Landmine Hopscotch“                          |
| 2019      | Modern Love                                       | Sarah                 | 2 díly                                                       |
| 2020      | Nepojmenovaný program Tiny Fey a Roberta Carlocka |                       | tvůrkyně, výkonná producentka a scenáristka                  |
| 2020      | Girls5Eva                                         |                       | tvůrkyně, výkonná producentka a scenáristka                  |

### Videohry
| Rok  | Název                                  | Role      | Poznámky |
| ---- | -------------------------------------- | --------- | -------- |
| 1997 | Medieval Madness                       | princezna |          |
| 1999 | Sabrina The Teenage Witch: Brat Attack | různé     |          |

### Divadlo
| Rok        | Název                  | Role  | Poznámky                             |
| ---------- | ---------------------- | ----- | ------------------------------------ |
| 2000       | Dratch & Fey           | různé |                                      |
| 2017, 2018 | Protivný sprostý holky |       | D.C. (2017), Broadway (2018); scénář |